# Liste der Biografien/Parg
Liste der Biografien |
Portal Biografien |
Personensuche
# |
A |
B |
C |
D |
E |
F |
G |
H |
I |
J |
K |
L |
M |
N |
O |
P |
Q |
R |
S |
T |
U |
V |
W |
X |
Y |
Z |
?
 
Pa |
Pc |
Pe |
Pf |
Ph |
Pi |
Pj |
Pk |
Pl |
Pm |
Pn |
Po |
Pr |
Ps |
Pt |
Pu |
Pv |
Pw |
Py
 
Paa |
Pab |
Pac |
Pad |
Pae |
Paf |
Pag |
Pah |
Pai |
Paj |
Pak |
Pal |
Pam |
Pan |
Pao |
Pap |
Paq |
Par |
Pas |
Pat |
Pau |
Pav |
Paw |
Pax |
Pay |
Paz
 
Para |
Parb |
Parc |
Pard |
Pare |
Parf |
Parg |
Parh |
Pari |
Park |
Parl |
Parm |
Parn |
Paro |
Parp |
Parq |
Parr |
Pars |
Part |
Paru |
Parv |
Parw |
Pary |
Parz
Die Liste der Biografien führt alle Personen auf, die in der deutschsprachigen Wikipedia einen Artikel haben. Dieses ist eine Teilliste mit 25 Einträgen von Personen, deren Namen mit den Buchstaben „Parg“ beginnt.

## Parg
- PARG (* 1996), armenischer Sänger und Songwriter

### Parga
- Parga Rodríguez, Yolanda (* 1978), spanische Fußballschiedsrichterassistentin
- Parga, Mario (* 1969), britischer Gitarrist
- Pargätzi, Engelhard (* 1949), Schweizer Skirennfahrer

### Parge
- Parge, Claus (1951–2019), deutscher Boxer
- Parge, Hans (1902–1967), deutscher Schauspieler und Conférencier
- Parge, Robert (* 1997), rumänischer Sprinter
- Parge, Wilfried (1918–1963), deutscher Politiker (CDU), MdL Mecklenburg-Vorpommern
- Parge, Wolfgang Erich (1907–1968), deutscher Schauspieler, Kabarettist und Hörspielsprecher
- Pargellis, Stanley (1898–1968), amerikanischer Historiker und Bibliothekar
- Pargent, Tim (* 1993), deutscher Politiker (Bündnis 90/Die Grünen)
- Parger, Lukas (* 2001), österreichischer Fußballspieler
- Pargeter, Edith (1913–1995), englische Krimi-Schriftstellerin
- Pargeter, Philip (* 1933), englischer Geistlicher und emeritierter Weihbischof in Birmingham

### Pargf
- Pargfrieder, Helga (* 1955), österreichische Basketballspielerin und Leichtathletin
- Pargfrieder, Joseph Gottfried († 1863), Armeelieferant und Erbauer der Gedenkstätte Heldenberg, NiederösterreichJoseph Gottfried Pargfrieder († 1863)

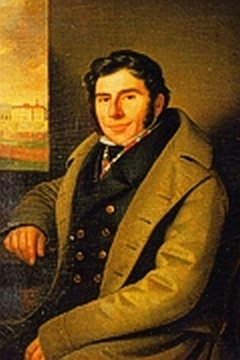
Joseph Gottfried Pargfrieder († 1863)

- Pargfrieder, Leopold (1879–1978), österreichischer Politiker (CSP), Abgeordneter zum Nationalrat
- Pargfrieder, Markus (* 1978), österreichischer Basketballspieler

### Pargh
- Parghel, Anca (1957–2008), rumänische Jazzsängerin

### Pargi
- Pargiter, George, Baron Pargiter (1897–1982), britischer Politiker (Labour Party)

### Pargm
- Pargmann, Wilhelm (1884–1944), deutscher Politiker (SPD), Landtagsabgeordneter

### Pargn
- Pargneaux, Gilles (* 1957), französischer Politiker (PS), MdEP

### Pargo
- Pargo, Amaro (1678–1747), Pirat
- Pargo, Jannero (* 1979), US-amerikanischer Basketballspieler
- Pargo, Jeremy (* 1986), US-amerikanischer Basketballspieler